# 1992 en Ukraine
Chronologie de l'Ukraine
- 1988
- 1989
- 1990
- 1991
- 1992
- 1993
- 1994
- 1995
- 1996

Cette page concerne les évènements survenus en 1992 en Ukraine  :

## Évènement
- 28 janvier : Adoption du drapeau de l'Ukraine.

## Sport
- Championnat d'Ukraine de football 1992
- Championnat d'Ukraine de football 1992-1993
- Coupe d'Ukraine de football 1992
- Coupe d'Ukraine de football 1992-1993

## Création
- BC Odessa (en) (club de basket-ball).
- Berkout (unité de la Police).
- Bukrek (en), maison d'édition.
- Premier corps d'armée (en)
- Union ukrainienne Cherkashchany (en) (parti politique - Union de tous les Ukrainiens)
- Championnat d'Ukraine féminin de volley-ball.
- Forces de défense aérienne ukrainiennes.

## Dissolution
- Gouvernement Fokine
- Hymne de la république socialiste soviétique d'Ukraine
- Président de l'Ukraine (en exil) (en)
- République socialiste soviétique autonome de Crimée

## Naissance
- Varya Akulova (uk), artiste de cirque.
- Kateryna Kalchenko, volleyeuse.
- Yuliya Kazarinova (uk), joueuse de badminton.
- Antonio Lukich, réalisateur.
- Artem Lutchenko (en), footballeur.
- Peter Paltchik, judoka.
- Vitaliy Syvouk, joueur d'échecs.

## Décès
- Serhii Diachenko (uk), microbiologiste.
- Benjamin Mordkovitch (uk), violoniste et professeur de musique.
- Chtcherban Olexandr Nazarovytch (uk), scientifique.
- Ivan Svitlytchny, écrivain et militant politique.
- Ferenc Vanzel (uk), footballeur.